# Шевелёв, Виктор Павлович
Виктор Павлович Шевелёв (28 сентября 1921; Новый Бузец, Курская область, Михайловский район, РСФСР, СССР — 6 января 2004; Красноярск, Россия) — бригадир проходчиков Горного управления Главтоннельметростроя Министерства транспортного строительства СССР на строительстве Горно-химического комбината в Красноярском крае. Участник Великой Отечественной войны, Герой Социалистического Труда.

## Биография
Родился 28 сентября 1921 года в деревне Новый Бузец Курской области Михайловского района. По национальности — русский.
В конце 1940-х годов и в начале 1950-х годов Шевелёв работал на проходке тоннелей в районах Сухуми и Еревана. С 1952 года стал проходчиком, а после бригадиром проходчиков Главтоннельметростроя Министерства транспортного строительства СССР в Красноярском крае. (строительство  Красноярска-26, Горное управление, СМУ-102).
В своё время принимал участие в Великой Отечественной войне. Работал в СМУ-102 до выхода на пенсию. Проживал в Краноярске. Ушёл из жизни 6 января 2004 года в возрасте 82-х лет.

## Звания и награды
- Герой Социалистического Труда (Указом Президиума Верховного Совета СССР («закрытым») от 29 июля 1966 года за выдающиеся заслуги в выполнении плана 1959-1965 годов и создание новой техники Шевелёву Виктору Павловичу присвоено звание Героя Социалистического Труда с вручением ордена Ленина и золотой медали «Серп и Молот».)
- Орден Ленина (29.07.1966)
- Орден Отечественной войны II степени (11.03.1985)
- Медаль «За трудовую доблесть» (07.03.1962)
- Другие

## Издательство
- Железногорск: статьи, очерки, отрывки из монографий. — Железногорск, 2000.